# Mario Victorino
Caius Marius Victorinus, conocido también Victorino el Africano (Cartago, h. 300-Roma, h. 382) fue un filósofo neoplatónico, retórico y polemista cristiano. Fue un estudioso de la lengua latina y, antes de su conversión al cristianismo, alcanzó fama en todo el Imperio romano como maestro de retórica, por lo que le fue erigida una estatua en el Foro de Trajano (de la que hablaría san Agustín en sus Confesiones), en tiempos del emperador Constancio Cloro.

## Pensamiento y obras
En cuanto a su pensamiento filosófico, depende mucho de sus estudios de gramática y retórica, adscrito por una parte a la lógica aristotélica y, por otra, al pensamiento neoplatónico y, de hecho, realizó diversas traducciones al latín de obras de Platón, Plotino y Porfirio. Estos planteamientos los aplicará también en sus obras de teodicea y de polémica cristiana, una vez se hubo bautizado, de las que conservamos:
- De generatione divini Verbi, en donde trata la Encarnación y la unión hipostática.
- De Trinitate, serie de himnos a la Trinidad en los que formula filosóficamente este dogma.
- Opúsculos antiarrianos en los que establece la diferencia entre el Demiurgo platónico y el Verbo encarnado.

Es considerado el máximo representante de la escuela retórica africana, dominante en el Bajo Imperio, y principal precursor de la teología agustiniana.